# Duscheti

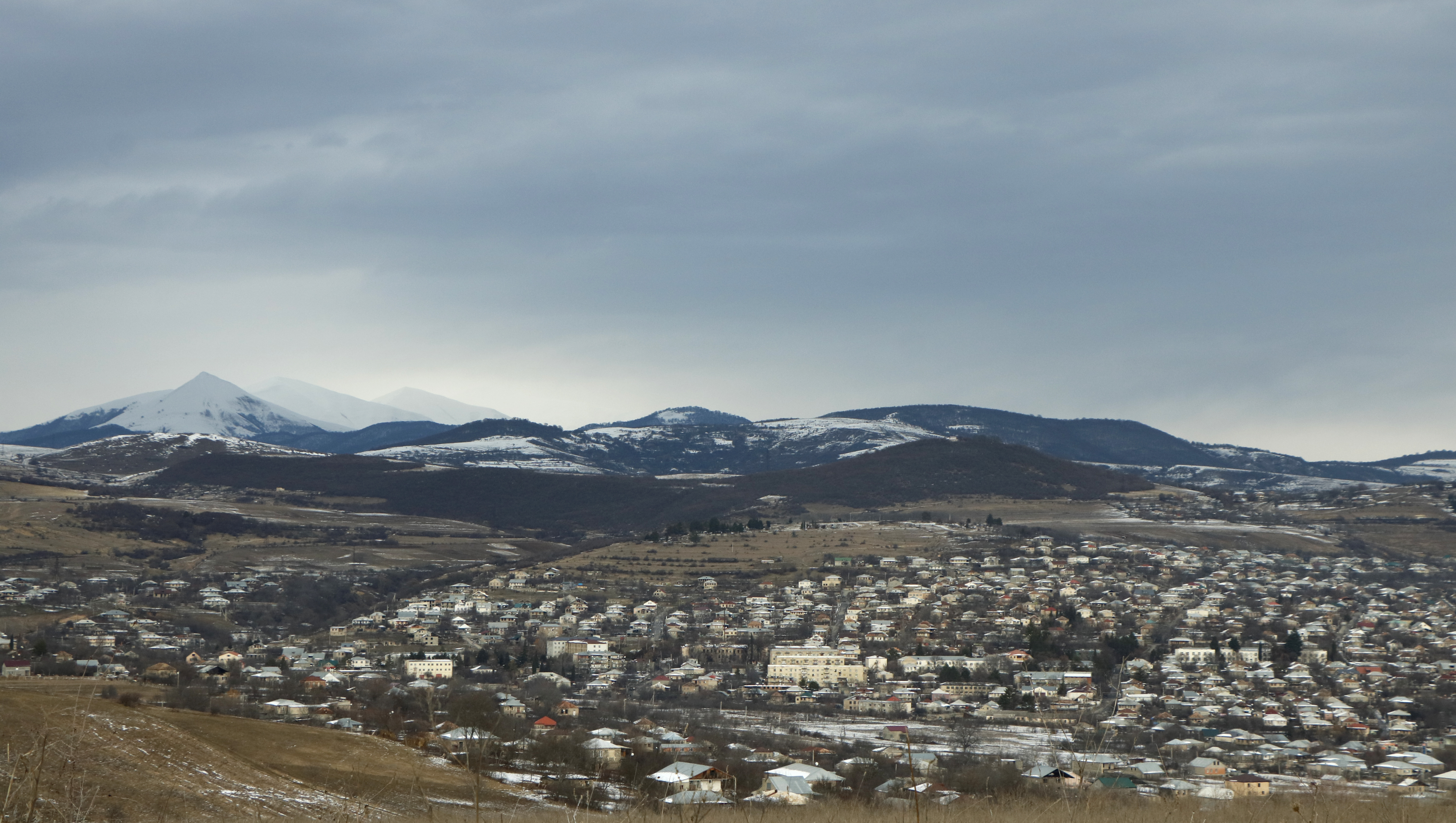
Blick auf Duscheti

Duscheti (georgisch დუშეთი, dʊʃɛtʰɪ) ist eine georgische Stadt in der Region Mzcheta-Mtianeti.
Duscheti ist die Kreisstadt des gleichnamigen Landkreises. Die Stadt liegt 33 Kilometer nördlich von Mzcheta zu beiden Seiten des Flusses Duschetischewi. Die Stadt hat 6167 Einwohner (2014). Sie existiert seit 1215. Im 17. Jahrhundert war Duscheti eine Residenz des Feudalherrn Aragwis Eristawi. 1801 erhielt Duscheti die (russischen) Stadtrechte. 1802 wurde sie das Sitz des Ujesds Duscheti (georgisch Duschetis masra) innerhalb des Gouvernements Tiflis.

## Söhne und Töchter
- Nikolai Bugajew (1837–1903), russischer Mathematiker
- Waso Abaschidse (1854–1926), Schauspieler